# Schönberger Ach
Schönberger Ach este o arie protejată (arie specială de conservare — SAC, sit de importanță comunitară — SCI) din Germania întinsă pe o suprafață de 29,69 ha, integral pe uscat.

## Localizare
Centrul sitului Schönberger Ach este situat la coordonatele 47°26′11″N 10°12′59″E / 47.4364°N 10.2164°E.

## Înființare
Situl Schönberger Ach a fost declarat sit de importanță comunitară în noiembrie 2004 pentru a proteja 1 specie de plante. Situl a fost protejat și ca arie specială de conservare în aprilie 2016.

## Biodiversitate
Situată în ecoregiunea alpină, aria protejată conține 1 habitat natural: Păduri pe pante, grohotișuri și ravene de Tilio-Acerion.
La baza desemnării sitului se află o specie protejată de  plante: Distichophyllum carinatum.